# Abborravan (naturreservat)
Abborravan är ett naturreservat i Lycksele kommun i Västerbottens län.
Området är naturskyddat sedan 1979 och är 13 hektar stort. Reservatet omfattar strandområde vid norra sidan av Vindelälven. Reservatet av består av avan, grunt vatten, och skog väster om den och våtmark/slåtteräng öster om den.